# وزارة تطوير القطاع العام (الأردن)
وزارة تطوير القطاع العام هي الجهة المسؤولة عن إعادة هيكلة المؤسسات الحكومية في الأردن وتنظيمها، وتحسين نوعية الخدمات الحكومية وتبسيط الإجراءات بالإضافة إلى إدارة وتنمية الموارد البشرية في المؤسسات والدوائر الحكومية، ومن مهامها أيضاً وضع أسس الاستخدام الأمثل للموارد البشرية في القطاع العام، ومتابعة أداء مؤسسات القطاع العام في تنفيذ السياسات العامة والأولويات الوطنية وتقييمها . تم إنشاء الوزارة سنة 2006 .
في 15 أوكتوبر 2018. تم إلغاء الوزارة في التعديل الوزاري الأول على حكومة عمر الرزاز وتوزيع موظيفها على القطاعات الحكومية الأخرى، يذكر أن الوزارة قد أنشأت بموجب نظام التنظيم الإداري لوزارة تطوير القطاع العام رقم 12 لسنة 2006.
ظهرت ملامح إنشاء الوزارة لأول مرة في عهد حكومة فيصل الفايز حيث كان أحمد خلف المساعدة هو أول من تولى منصب وزير دولة لتطوير القطاع العام. بينما كان سالم الخزاعلة هو أول من تولى منصب وزير تطوير القطاع العام في عهد حكومة معروف البخيت.